# Championnat d'Europe de cricket
 (février 2024).
Si vous disposez d'ouvrages ou d'articles de référence ou si vous connaissez des sites web de qualité traitant du thème abordé ici, merci de compléter l'article en donnant les références utiles à sa vérifiabilité et en les liant à la section « Notes et références ».
Le championnat d'Europe de cricket est une compétition européenne de cricket. Les matchs se jouent avec un nombre limité de séries de lancers. Ce tournoi a eu lieu tous les deux ans environs entre 1996 et 2017 puis tous les ans depuis 2021. Les équipes participantes sont réparties entre plusieurs divisions.

## Palmarès
| Année                | Hôte             | Vainqueur    | Finaliste    | Troisième        | Quatrième        |
| -------------------- | ---------------- | ------------ | ------------ | ---------------- | ---------------- |
| 1996                 | Danemark         | Irlande      | Pays-Bas     | Danemark         | Angleterre B     |
| 1998                 | Pays-Bas         | Pays-Bas     | Danemark     | Ecosse           | Irlande          |
| 2000                 | Ecosse           | Pays-Bas     | Angleterre B | Ecosse           | Irlande          |
| 2002                 | Irlande du Nord  | Angleterre B | Ecosse       | Irlande          | Pays-Bas         |
| 2004                 | Pays-Bas         | Angleterre B | Pays-Bas     | Ecosse           | Danemark         |
| 2006                 | Ecosse           | Irlande      | Ecosse       | Pays-Bas         | Danemark         |
| 2007-2008            | Irlande          | Irlande      | Ecosse       | Danemark         | Pays-Bas         |
| 2009-2010            | Jersey           | Jersey       | Irlande B    | Ecosse B         | Pays-Bas B       |
| 2011                 | Jersey Guernesey | Danemark     | Italie       | Jersey           | Guernesey        |
| 2012-2013            | Angleterre       | Italie       | Danemark     | Jersey Guernesey | Jersey Guernesey |
| 2014-2015            | Jersey           | Jersey       | Danemark     | Italie           | Guernesey        |
| 2016-2017            | Pays-Bas         | Allemagne    | Suède        | Norvège          | Autriche         |
| Nouveau format (ECN) |                  |              |              |                  |                  |
| 2021                 | Espagne          | Angleterre B | Belgique     | Pays-Bas B       | Espagne          |
| 2022                 | Espagne          | Pays-Bas B   | Angleterre B | Espagne          | Ecosse B         |
| 2023                 | Espagne          | Angleterre B | Pays-Bas B   | Espagne          | Irlande B        |
| 2024                 | Espagne          |              |              |                  |                  |

| Rang | Équipe     | Vainqueur | Finaliste | Troisième (ou demi-finaliste) | Éditions gagnées       | Participations |
| ---- | ---------- | --------- | --------- | ----------------------------- | ---------------------- | -------------- |
| 1    | Angleterre | 4         | 2         |                               | 2002, 2004, 2021, 2023 | 9              |
| 2    | Pays-Bas   | 3         | 3         | 2                             | 1998, 2000, 2022       | 12             |
| 3    | Irlande    | 3         | 1         | 1                             | 1996, 2006, 2008       | 11             |
| 4    | Jersey     | 2         |           | 2                             | 2010, 2015             | 6              |
| 5    | Danemark   | 1         | 3         | 2                             | 2011                   | 14             |
| 6    | Italie     | 1         | 1         | 1                             | 2013                   | 14             |
| 7    | Allemagne  | 1         |           |                               | 2017                   | 8              |
| 8    | Ecosse     |           | 4         | 3                             |                        | 11             |
| 10   | Suède      |           | 1         |                               |                        | 6              |
| 10   | Belgique   |           | 1         |                               |                        | 7              |
| 11   | Espagne    |           |           | 2                             |                        | 4              |
| 12   | Guernesey  |           |           | 1                             |                        | 5              |
| 12   | Norvège    |           |           | 1                             |                        | 9              |